# Sukhoi Su-1
Sukhoi Su-1 (en ruso Сухой Су-1), también conocido como I-330, fue un prototipo de avión de caza a gran altitud soviético, construido al comienzo de la Segunda Guerra Mundial. 
El Su-3 o I-360 (en ruso: Истребитель И-360) era una versión mejorada del diseño original que se construyó y probó un año después. Ninguna de las dos versiones fue producida en masa.

## Desarrollo
En 1939, se le encargó a Pável Sujói el diseño de un caza de alta cota. El resultado fue el Su-1, un caza monoplano convencional con fuselaje semimonocasco de madera, y alas de construcción totalmente metálicas fabricadas en duraluminio. La carlinga no estaba presurizada. La característica de esta aeronave, era el par de turbocompresores TK-2 movidos por los gases de escape provenientes de los motores Klimov M-105P. El prototipo, fue completado en mayo de 1940. Su primer vuelo, tuvo lugar el 15 de junio de 1940 co A.P. Chernyavsky como piloto de pruebas. Realizó las pruebas de vuelo controladas hasta abril de 1941, en las que desarrolló una velocidad máxima de 641 km/h (345 nudos, 400 mph) a 10 000 m de altitud (32 810 pies).  Sin embargo, los turbocompresores, probaron no ser fiables, y sin ellos, el avión, era inferior en prestaciones y capacidades al Yakovlev Yak-1.

### Su-3
El segundo prototipo del Su-1 fue construido con la designación Su-3; presentaba un área de ala reducida a 17 m² (183 pies²). Fue completado en 1941 pero no llegó a volar. El proyecto, fue abandonado cuando no se pudieron solucionar los problemas crónicos de los turbocompresores TK-2.

## Operadores
Unión Soviética
- Fuerza Aérea Soviética

## Especificaciones (Su-1)
Referencia datos: Shavrov y Green

### Características generales
- Tripulación: 1 (piloto)
- Longitud: 8,4 m (27,6 ft)
- Envergadura: 11,5 m (37,7 ft)
- Altura: 2,7 m (8,9 ft)
- Superficie alar: 19 m² (204,5 ft²)
- Peso vacío: 2495 kg (5499 lb)
- Peso cargado: 2875 kg (6336,5 lb)
- Planta motriz: 1× Motor V12 Klimov M-105P.
  - Potencia: 820 kW (1131 HP; 1115 CV)
- Hélices: 1× Tripala por motor.

### Rendimiento
- Velocidad máxima operativa (Vno): 640 km/h (398 MPH; 346 kt)
- Alcance: 720 m (2362 ft)
- Techo de vuelo: 12 500 m (41 010 ft)
- Régimen de ascenso: 0,2 m/s (33 ft/min) para alcanzar los 10 000 m (32 808 ft)

### Armamento
- Ametralladoras: 2× Ametralladoras medias ShKAS de 7,62 mm (0,3 in)

- Cañones: 1× Cañón automático ShKAV de 20 mm (0,787 in)

### Aeronaves similares
- Mikoyan-Gurevich MiG-1